# Pazardjik (obchtina)
Pour l’article homonyme, voir Pazardjik.
La commune de Pazardjik (en bulgare Община Пазарджик - Obchtina Pazardjik) est située dans le centre-ouest de la Bulgarie.

## Géographie
La commune de Pazardjik est située dans le centre-ouest de la Bulgarie, à 115 km à l'est de la capitale Sofia. Le territoire de la commune s'étend à l'extrémité nord-ouest de la plaine de Thrace.
Après avoir augmenté de manière soutenue, la population de la commune décroit régulièrement depuis les changements politiques, sociaux et économiques survenus en Bulgarie après 1989.
| 1975 | 1985 | 1992 | 2001 | 2005    | 2008    | 2011    |
| ---- | ---- | ---- | ---- | ------- | ------- | ------- |
| -    | -    | -    | -    | 123 769 | 122 064 | 114 091 |

## Administration
Le chef-lieu de la commune est la ville de Pazardjik et elle fait partie de la région de même nom.

### Structure administrative
La commune compte 1 ville (Pazardjik) et 31 villages.
| - Pazardjik - Aléko Konstantinovo - Apriltsi - Bratanitsa - Débruchtitsa - Dobrovnitsa - Dragor - Guélémenovo - Glavinitsa - Govédaré | - Hadjiévo - Ivailo - Krali Marko - Lianovo - Malo Konaré - Miriantsi - Mokrichté - Ognianovo - Ovtchépoltsi - Patalénitsa | - Pichtigovo - Rossen - Saraya - Sbor - Sinitovo - Tchérnogorovo - Topoli Dol - Tsar Assen - Tsrantcha - Vélitchkovo | - Unatsité - Zvanitchévo |

### Jumelages
La commune de Pazardjik est jumelée avec les communes suivantes :
- Stavropol (Russie)
- West Bend (Wisconsin) (États-Unis)

La commune a développé, également, des partenariats avec :
- Baryssaw (Biélorussie)

## Galerie

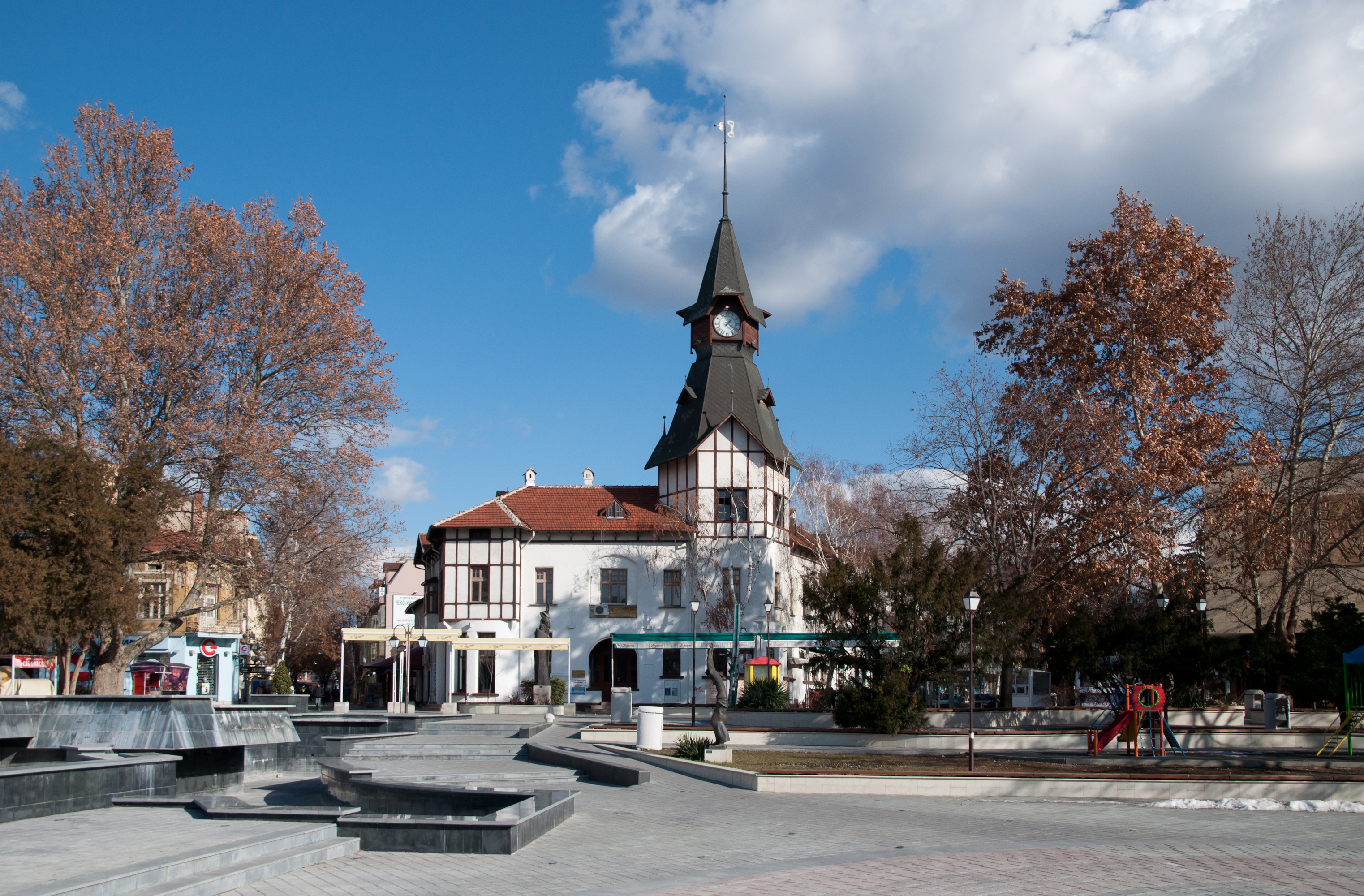
Le centre de Pazardjik
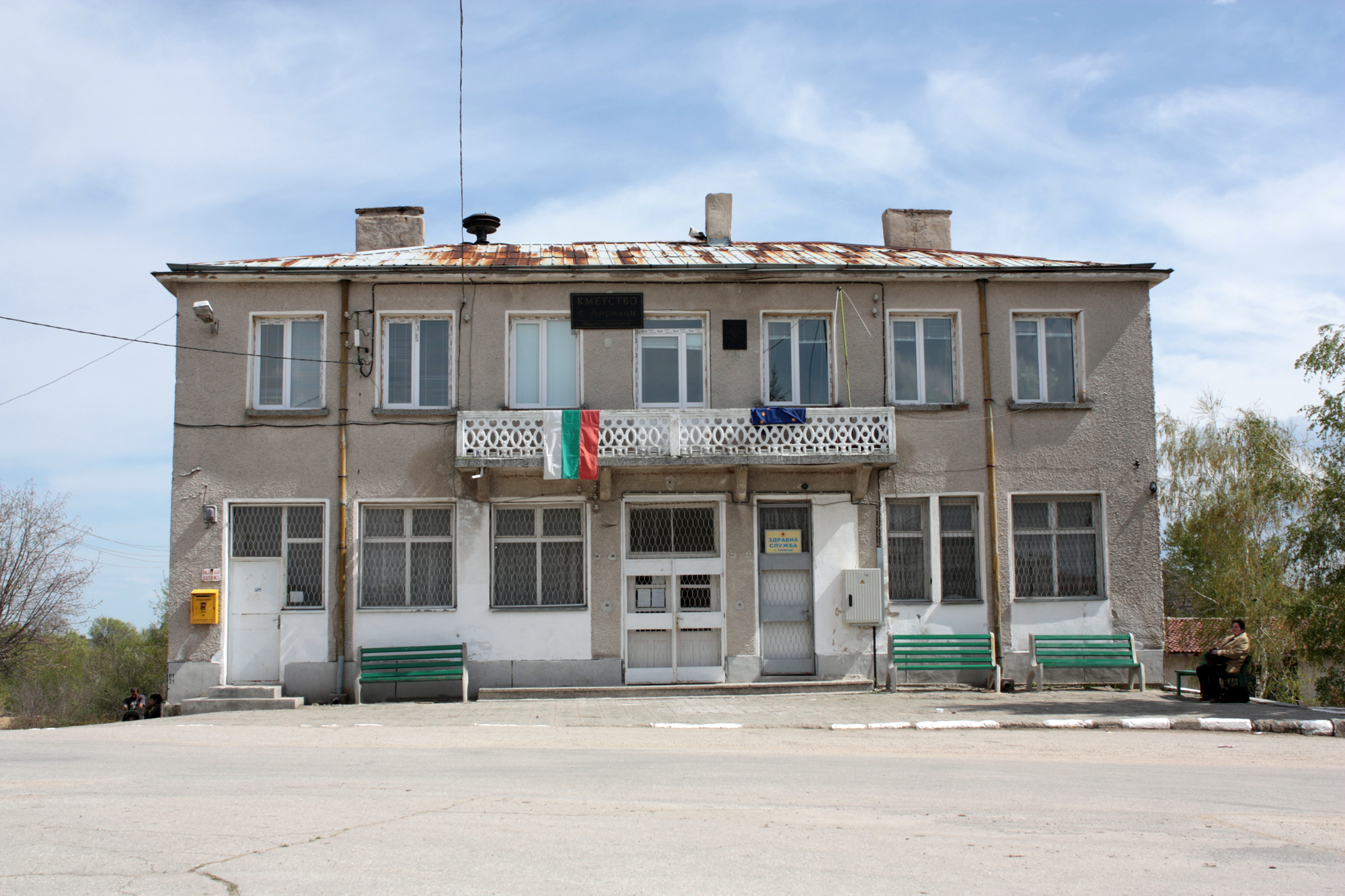
La mairie annexe et le dispensaire du village d'Apriltsi
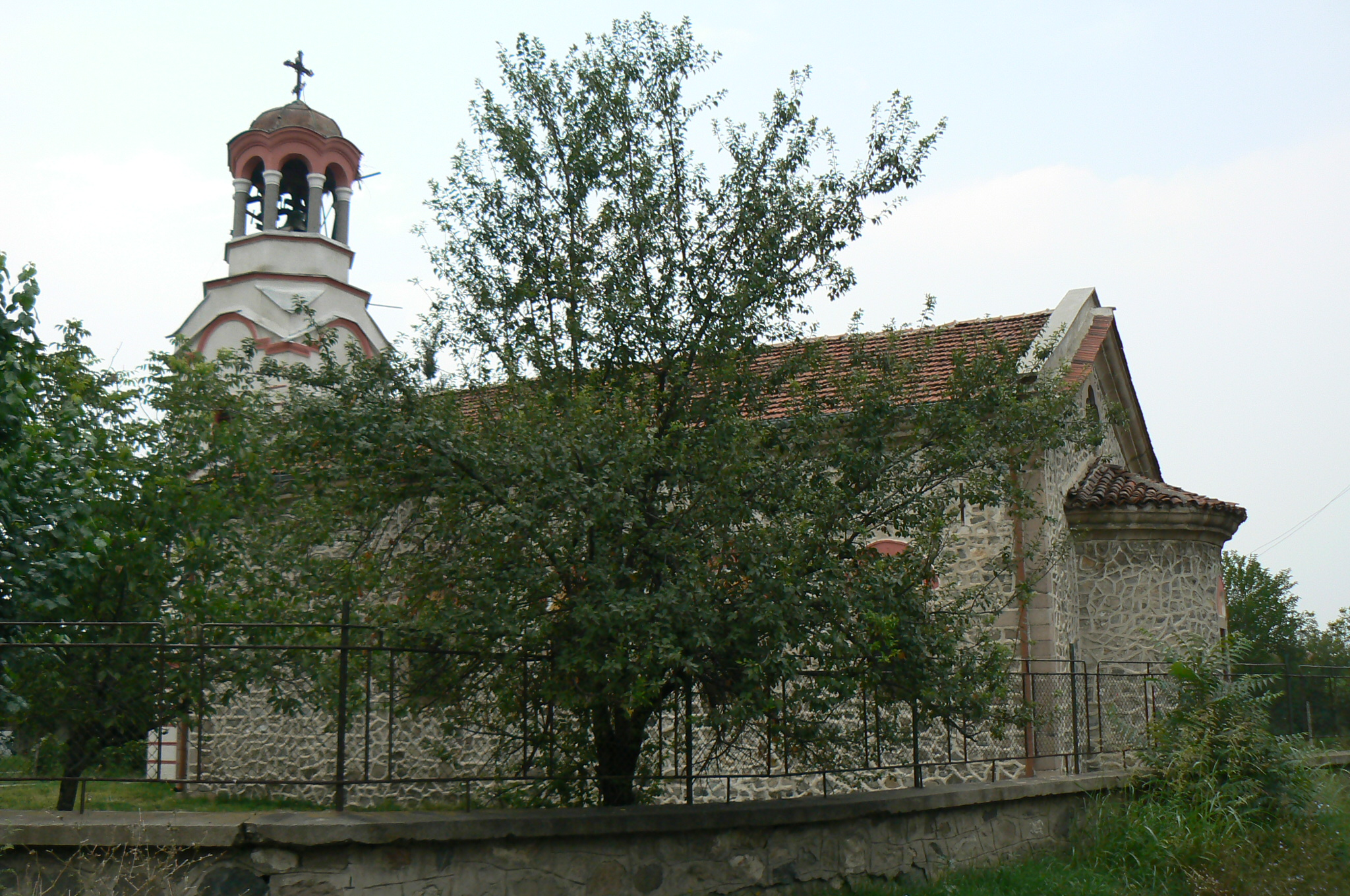
L'église Sainte-Trinité à Bratanitsa
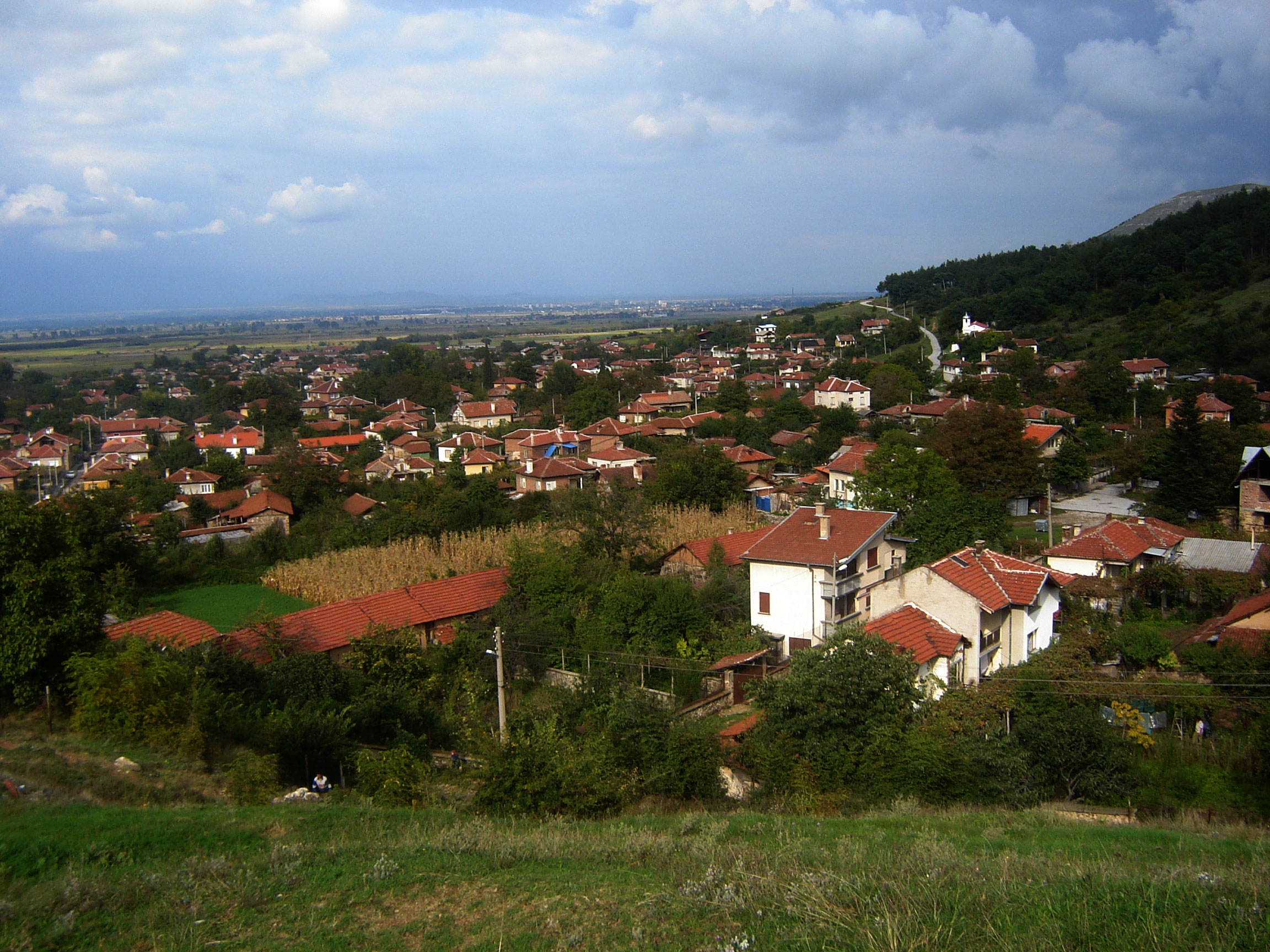
Le village de Debrachtitsa
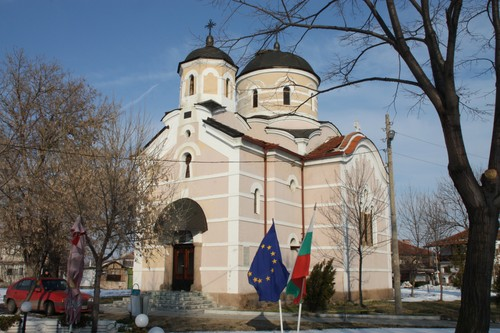
L'église Archange Michel à Glavinitsa
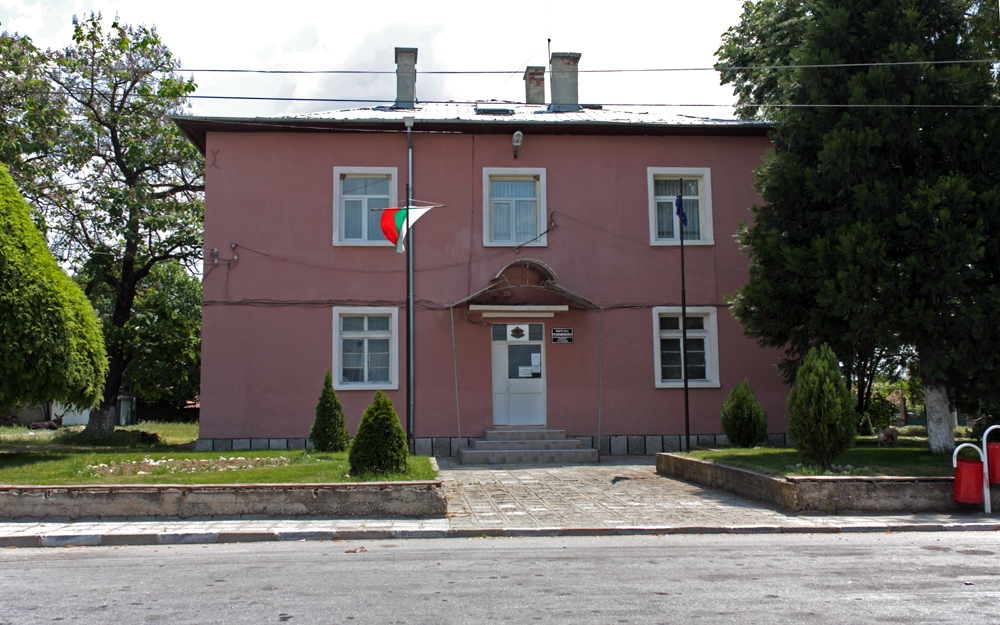
La mairie annexe de Guéléménovo
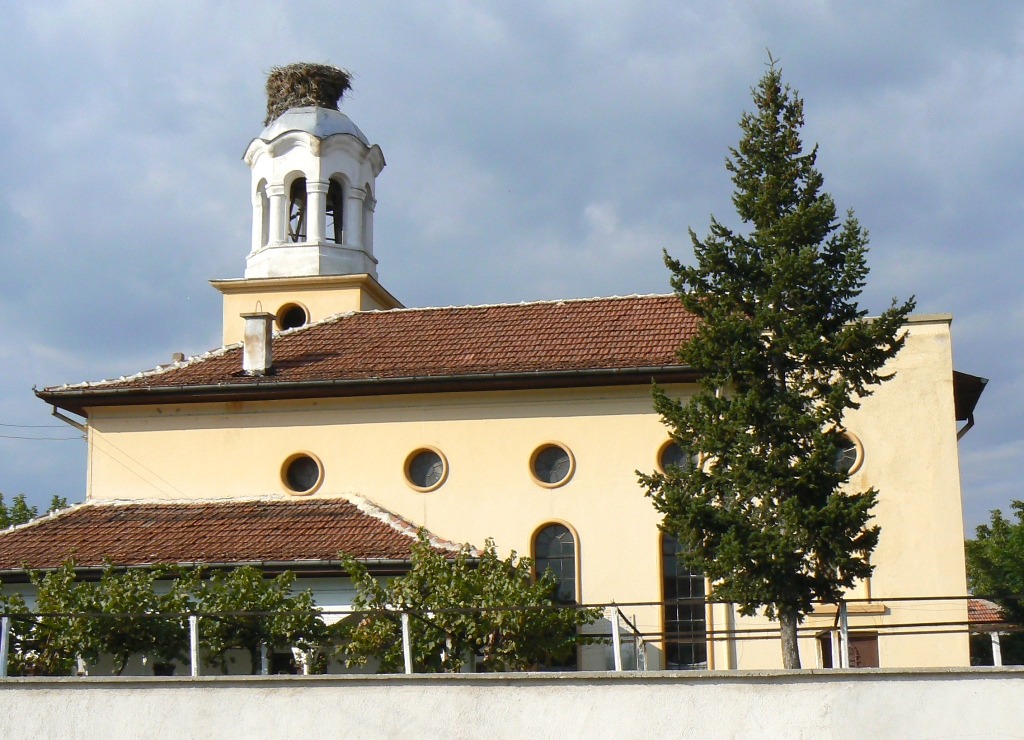
L'église Sainte-Trinité à Hadjievo
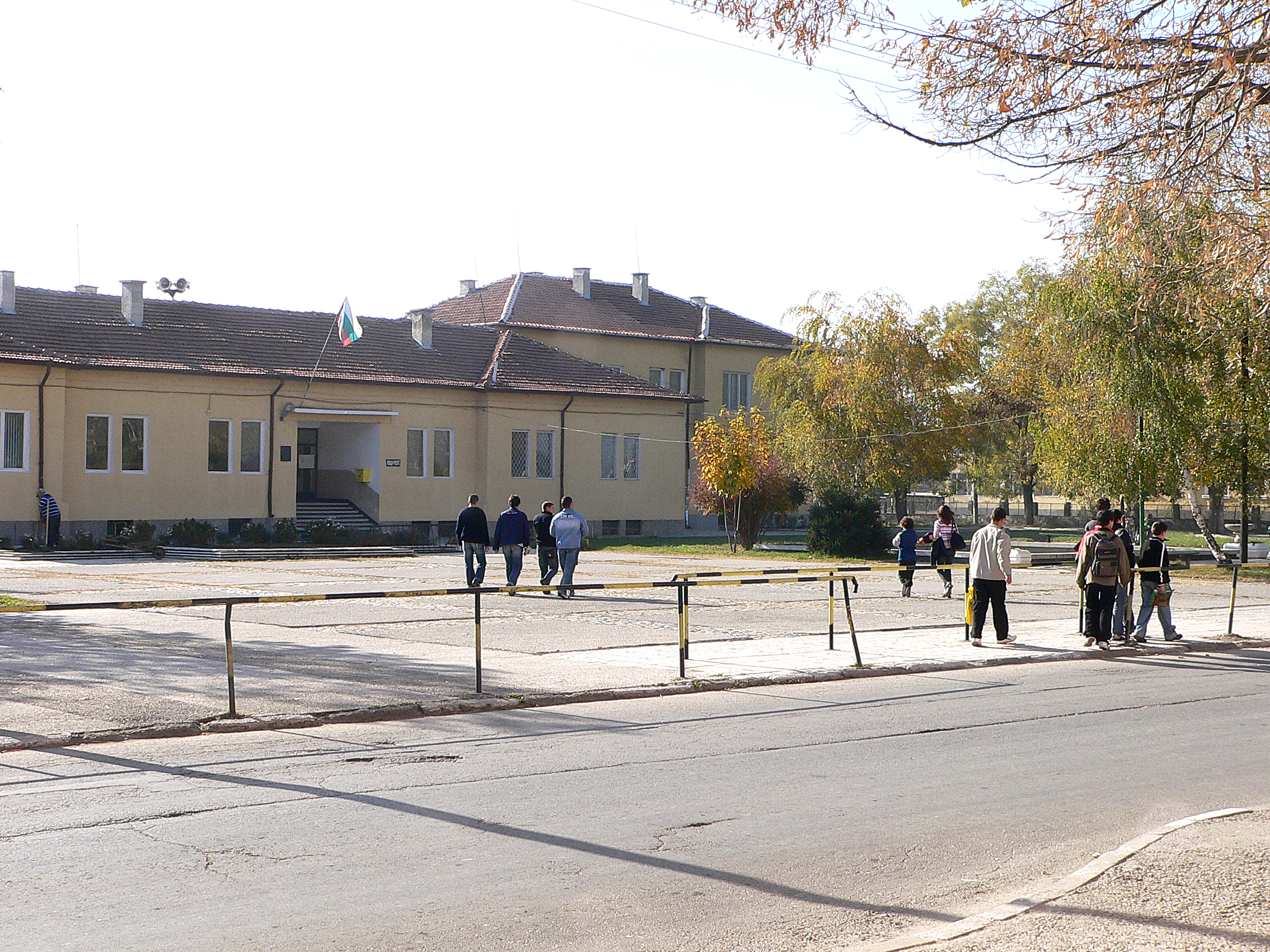
La place de la mairie à Ivaïlo
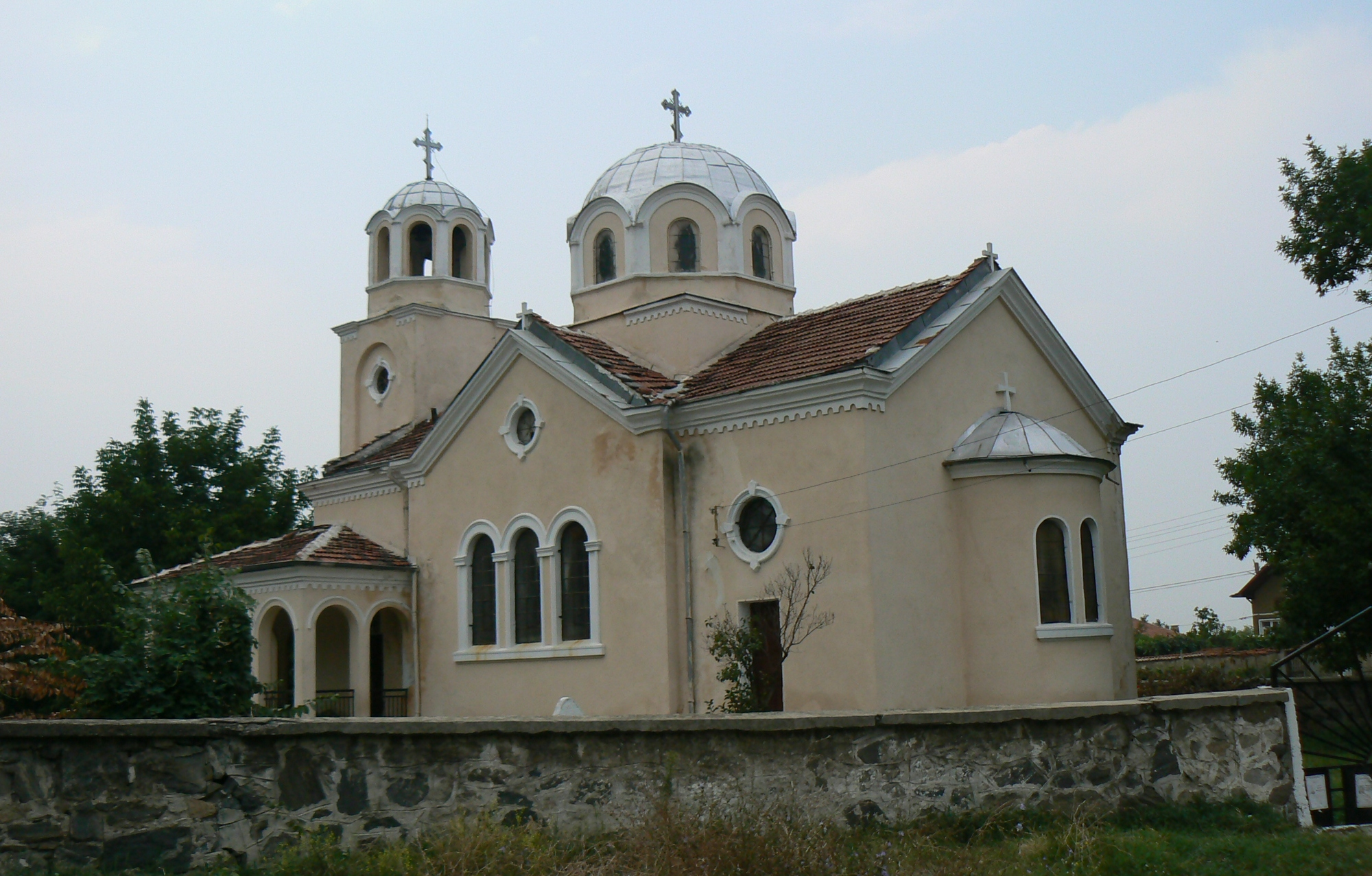
L'église du village de Liahovo
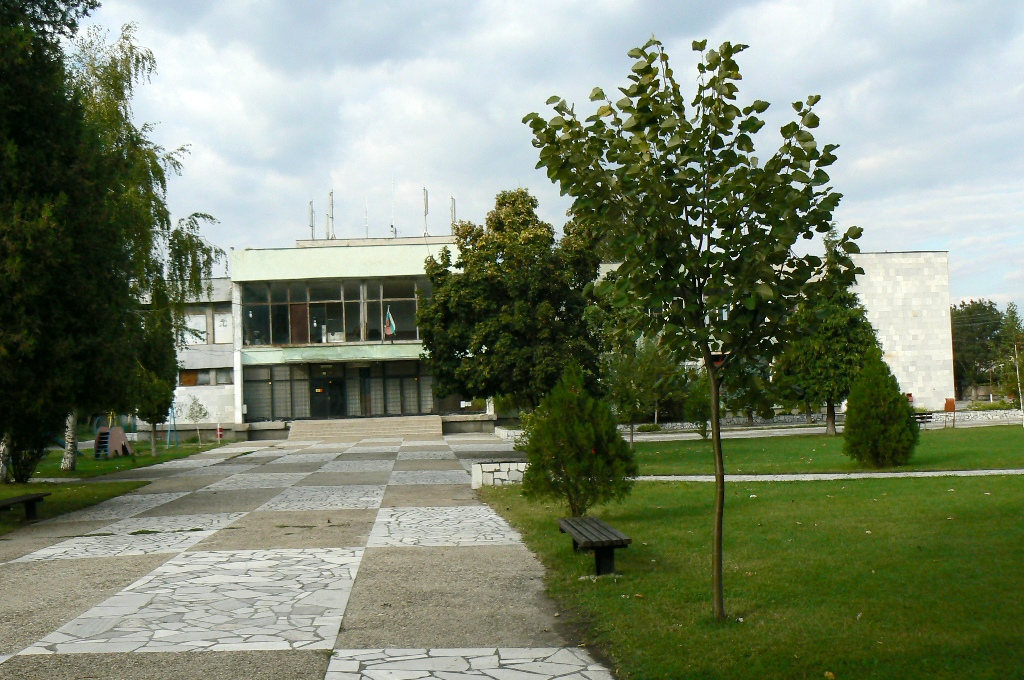
La place de la mairie à Ognianovo
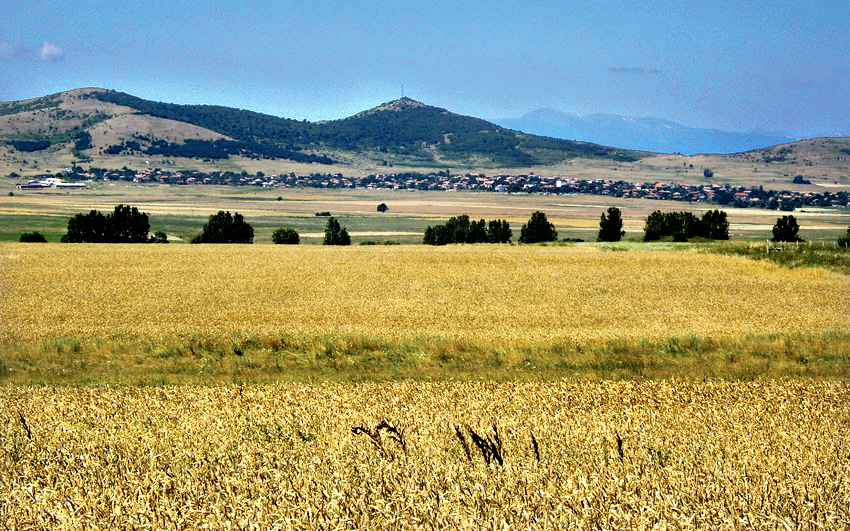
Le village d'Ovtchépoltsi
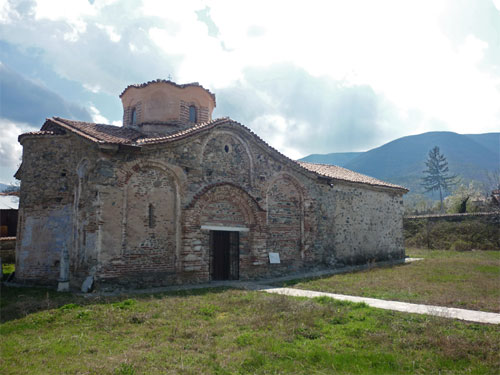
L'église Svéti Dimitar à Patalénitsa
Le tchitalichté à Tsrantcha
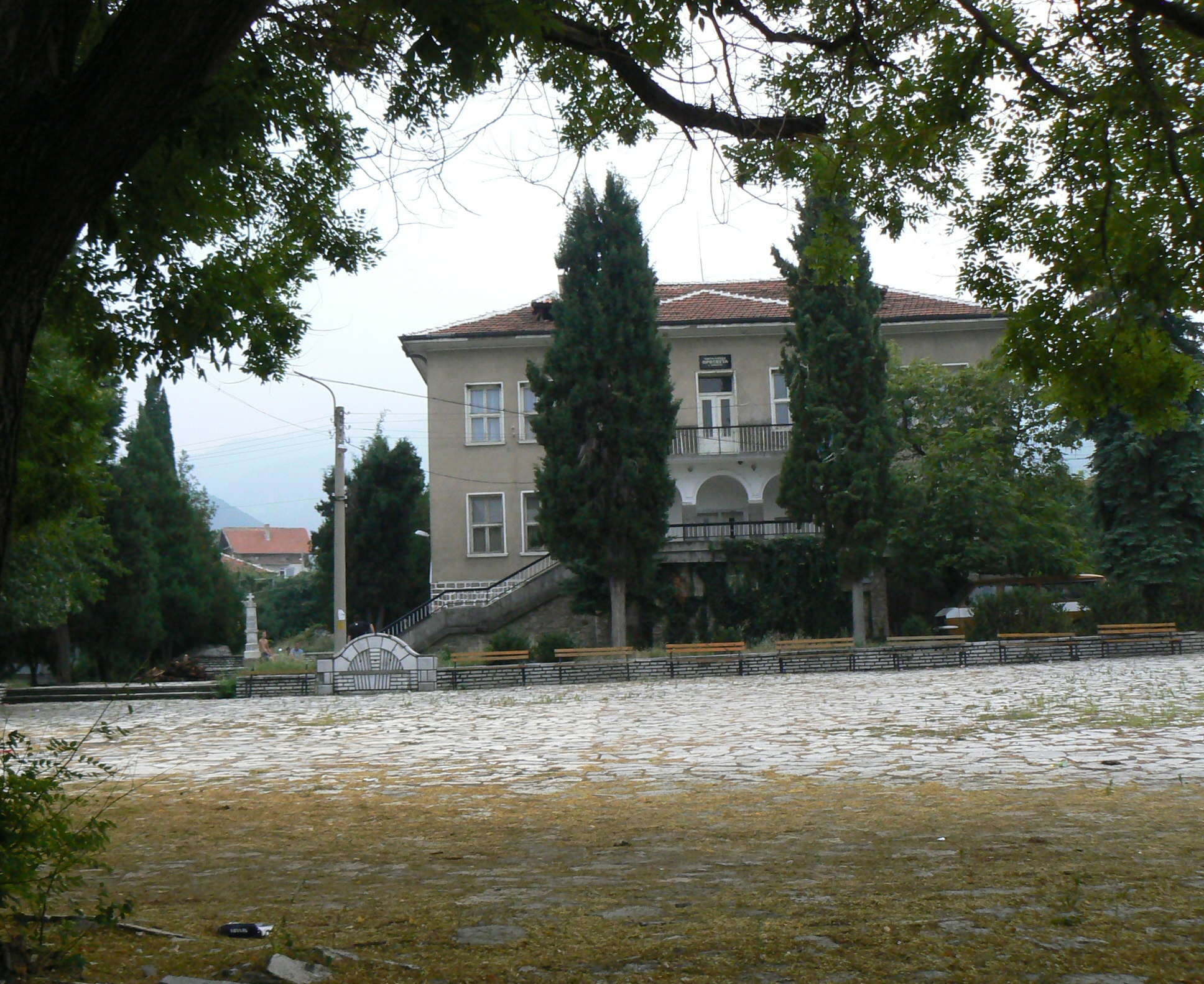
Le tchitalichté à Zvanitchévo
La rue principale à Tchérnogorovo
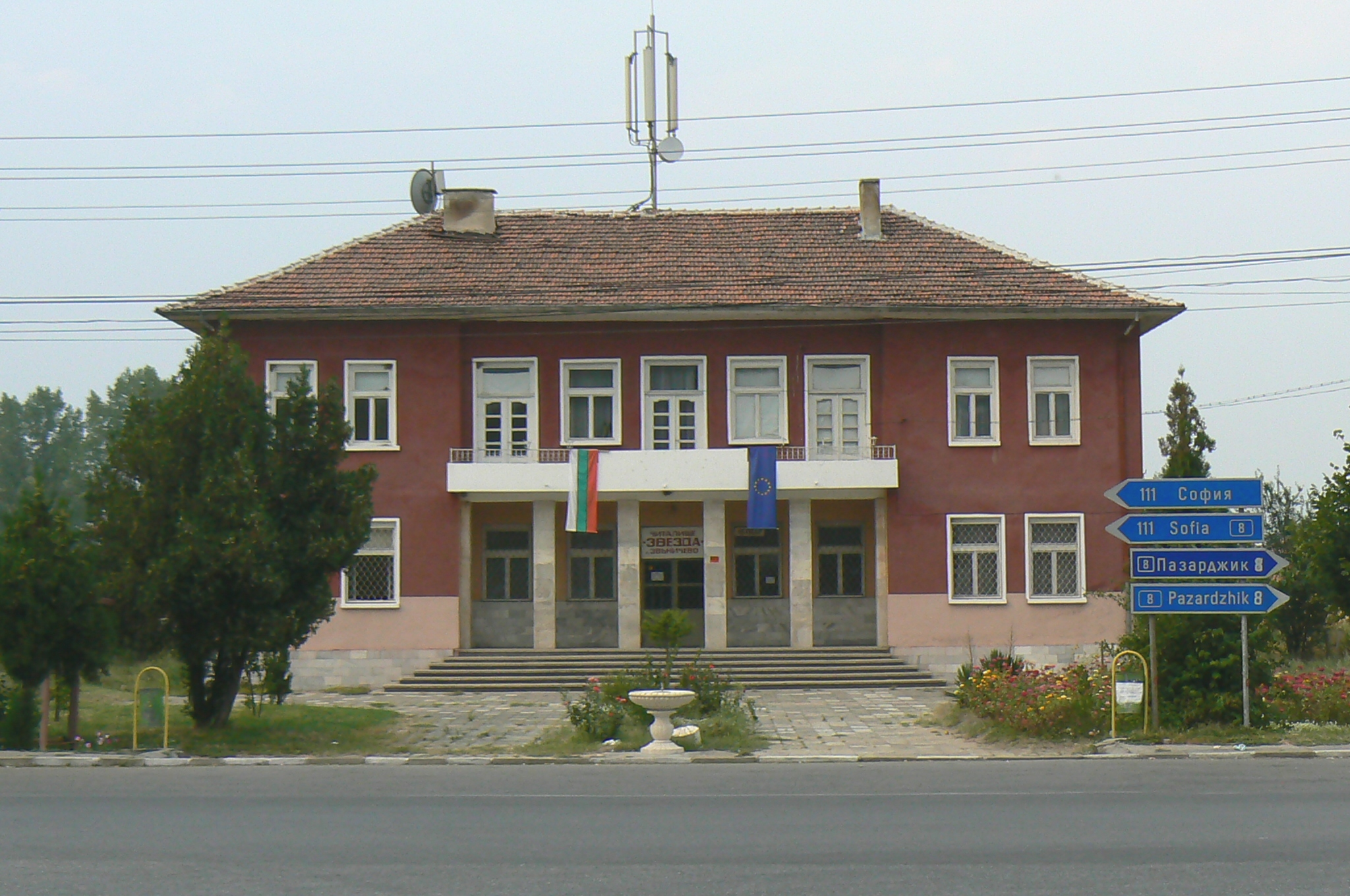
Le tchitalichté à Zvanitchévo